# Ze Big Band
Ze Big Band est un big band (orchestre de jazz en grande formation) français. Il regroupe 17 musiciens dont le chef d'orchestre et tromboniste Frederic Burgazzi. Ricky Ford, virtuose américain du saxophone ténor en est devenu le directeur artistique depuis 2009.
Né en 1997, Ze Big Band collabore d'abord avec le guitariste et compositeur Eric Shultz avant de jouer, sous la direction de Ricky Ford, avec des noms prestigieux du jazz mondial tels que Ran Blake ou Benny Golson. Il enregistre son premier album intitulé 7095 en 2010.
L'orchestre se veut un tremplin pédagogique pour les musiciens de jazz en Bretagne. Il cherche également à promouvoir le jazz et à sensibiliser les plus jeunes à travers des ateliers artistiques.

## Concerts
Ze Big Band s'est notamment produit au festival des Tombées de la nuit à Rennes.

## Discographie
- 2010 : 7095, Ricky Ford & Ze Big Band (Harmonia Mundi)
- 2013 : Sacred Concert, Ricky Ford & Ze Big Band (Avel Ouest)